# I sequestrati di Altona
I sequestrati di Altona è un film del 1962 diretto da Vittorio De Sica.
Tratto dal dramma di Jean-Paul Sartre Les Séquestrés d'Altona, rappresentato in teatro nel 1959, il film fa riferimento ad Altona, un distretto della città tedesca di Amburgo.
Ezio Frigerio è accreditato nei titoli di testa come Elvezio. I disegni di Renato Guttuso sono quelli che Franz fa sui muri della soffitta per non dimenticare la sua storia.
Il film, nel corso dei titoli di testa, ha un breve prologo con il richiamo a ciò che è accaduto a Smolensk durante la IIª guerra mondiale.

## Trama
L'industriale Albrecht von Gerlach scopre di essere prossimo alla morte e chiama il figlio avvocato, Werner, che vuole nominare come suo successore. Werner è restio ad accettare, perché sa che la ditta di suo padre è stata tra i sostenitori del nazismo, tanto che Franz, suo fratello e figlio primogenito di Albrecht, è stato condannato e giustiziato per crimini di guerra. La moglie di Werner, Johanna, attrice impegnata in un'opera di Brecht contro il nazismo, scopre che Franz in realtà è sfuggito all'esecuzione e si nasconde nella casa di famiglia ad Altona, accudito dalla sorella che gli nasconde la verità, descrivendogli una Germania ancora sotto le macerie, povera ed umiliata dagli invasori.
L'incontro con Johanna cambia la vita di Franz, che viene a sapere che la Germania è divisa in due zone, una delle quali completamente ricostruita. Così, esce dal suo nascondiglio e vaga per la città, per prendere coscienza della verità. In un tragico finale, morirà insieme al padre cadendo dalle impalcature del cantiere navale Gerlach.

## Musica
Il commento musicale è costruito sull'undicesima sinfonia di Dmitrij Šostakovič e in particolare è basato esclusivamente sul suo terzo movimento, Adagio.

## Riconoscimenti
- 1963 - David di Donatello
  - Miglior regista